# David Jolly
David Wilson Jolly (ur. 31 października 1972) – amerykański polityk, członek Partii Republikańskiej i kongresman ze stanu Floryda (2014-2017).